# 牧紀子
牧 紀子（まき のりこ、1940年3月28日 - 没年不詳）は、満洲国新京（現在の長春市）出身の女優。本名は牧野紀子。東京女学館高校卒業。

## 来歴・人物
生まれは満洲国。戦後、東京に引き揚げ。1957年、駒澤野球場で行われた映画人野球大会を観戦中、松竹の宣伝マンにスカウトされる。その後、松竹音楽舞踊学校付属演劇者養成所に入る。
1959年、高校を卒業し、松竹に入社して本格的に女優活動を始め、皇太子御成婚慶祝映画『花嫁雲にのる』の端役でデビューする。2作目は津川雅彦共演の青春喜劇映画『どんと行こうぜ』で主演する。戦後、松竹で第2作目での主演は岸惠子以来で、松竹では非常に期待された女優だった。
その後も多くの松竹映画で主演もしくは準主演で出演し、1963年よりNHKの連続ドラマ『東京の人』に主演し、テレビへ本格的に出演するが、1964年、結婚のため松竹を退社した。
1966年、女優として復帰し『特別機動捜査隊』『キイハンター』 『太陽にほえろ!』 などのテレビドラマに多数ゲスト出演し、映画でも小林旭主演の『女の警察シリーズ』などに出演する。
1973年で女優としての活動を引退。1976年に着物雑誌のモデルとして登場している。2009年10月29日の読売新聞の記事には詳しい年月日は不詳ながらその時点で既に故人であることが記載されている。

## エピソード
- 高校時代は早稲田実業高校生徒だった王貞治とラブレターのやり取りをしていた[1]。卒業時には段ボール箱1箱分になったという[1]。
- 1963年（昭和38年）、カンヌ国際映画祭に出席のためフランスを訪問している。当時はまだ海外渡航自由化の前で、貴重なフランス訪問となった。
- 松竹で一緒だった津川雅彦とは仲が良く、よく共演したが、津川は時々彼女を「おい! のりまき」と呼び、からかった。このあだ名を牧は嫌がっていた[2]。
- 松竹で一緒だった岩下志麻からは「のりまき」の愛称で呼ばれ、仲が良かった[3]。

## 主な出演

### 映画
- 花嫁雲にのる（1959年）
- どんと行こうぜ（1959年）
- 愛に誓いし君なれば（1959年）
- ここに男なり（1959年）
- 三羽烏三代記（1959年）
- 真夜中の処女（1959年）
- 二度と来ないぞ青春は（1960年）
- 銀座のお兄ちゃん挑戦す（1960年）
- 白い波濤（1960年）
- 恋の片道切符（1960年）
- 白い牙（1960年）
- 愛する（1961年）
- はったり青春紳士（1961年）
- 図々しい奴（1961年）
- 寛美の三等社員（1961年）
- 大当たり三代記（1961年）
- 川は流れる（1962年）
- 私たちの結婚（1962年）
- 秋刀魚の味（1962年）
- 空と海の結婚（1962年）
- 恋と出世に強くなれ！（1963年）
- 独立美人隊（1963年）
- 女野次喜多　タッチ旅行（1963年）
- 100万人の娘たち（1963年）
- 昭和残侠伝 血染の唐獅子（1967年）
- わが命の唄 艶歌（1968年）
- 女の警察（1969年）
- やくざ渡り鳥 悪党稼業（1969年）
- 続 女の警察（1969年)
- 女の警察 国際線待合室（1970年）
- 女の警察 乱れ蝶（1970年）
- ネオン警察 女は夜の匂い（1970年）
- 藤圭子　わが歌のある限り（1971年）

### テレビドラマ
- 松本清張シリーズ・黒の組曲 第26話「濁った陽」（1962年、NHK）
- 東京の人（1963年、NHK）
- 特別機動捜査隊（NET・東映）
  - 第253話「白鳥の死」（1966年）
  - 第267話「焔の丘」（1966年）
  - 第284話「子供の歴」（1967年）
  - 第335話「死の手錠」（1968年）
  - 第350話「父ちゃんの馬鹿」（1968年）
- 土曜日の虎 第19、20話（1966年、TBS）
- 結婚の条件（1967年、TBS）
- 白い巨塔（1967年、NET・東映テレビプロ）
- 挑戦者 続・ある勇気の記録 第49話「それから三年」（1967年、NET・東映）
- 風 第10話（1967年、TBS・松竹）
- お嫁さん（第4シリーズ）（1968年、フジテレビ）
- 怪奇大作戦 第18話「死者がささやく」（1969年、TBS・円谷プロ） - 田原澄子
- 帰って来た用心棒 第30話「上意討ち」（1969年、NET・東映）
- フラワーアクション009ノ1 第8話「人魚の涙に罠がある」（1969年、フジテレビ・東映）
- 花王 愛の劇場・君は心の妻だから（1969年、TBS・松竹）- 大原久子
- 新平四郎危機一発 第9話（1970年、TBS・国際放映）
- 江戸川乱歩シリーズ 明智小五郎 第13話「一寸法師」（1970年、東京12チャンネル・東映）
- キイハンター（TBS・東映）　　　
  - 第12話「幽霊船が呼んでいる」（1968年）
  - 第32話「暗殺教室」（1968年）
  - 第62話「宝の山は地獄の一丁目」（1969年）
  - 第107話「太陽と緑の国に大追跡」（1970年）
  - 第184話「決斗！大雪渓のダイヤモンド作戦」（1971年）
- プレイガール 第137話「思い込んだら命がけ」（1971年、東京12チャンネル・東映）
- 美しきチャレンジャー 第6話（1971年、TBS・国際放映）
- 恐怖劇場アンバランス 第12話「墓場から呪いの手」（1973年、フジテレビ・円谷プロ） - 月村久美
- ファイヤーマン 第13話「竜神沼の恐怖」（1973年、日本テレビ・円谷プロ）
- 太陽にほえろ! 第41話「ある日女が燃えた」（1973年、日本テレビ・東宝） - 川村マキ
- 荒野の用心棒 第11話「武器なき闘いに怒りをこめて…」（1973年、NET・三船プロ） - おその

### バラエティ番組
- それは私です（NHK）

## ディスコグラフィー

### シングル
- 『ひとりぽっちの恋』（作詩：島村幸也、作曲：加藤てるを、コダマプレス）